# Enicospilus urocerus
Enicospilus urocerus là một loài tò vò trong họ Ichneumonidae.